# Theodoros (Referendarius)
Theodoros war ein hoher oströmischer Beamter in der Zeit Kaiser Justinians I.
Der Geschichtsschreiber Prokopios von Caesarea berichtet, dass Theodoros zu den referendarii Justinians gehörte, einem Amt am kaiserlichen Hof, dem damals vor allem oblag, dem Kaiser die an ihn gerichteten Petitionen vorzutragen und den Petenten die Antworten des Kaisers mitzuteilen. Aus kirchengeschichtlichen Quellen geht hervor, dass er dieses Amt offenbar bereits 536 ausübte, als Kaiser Justinian ihn zu einem Kirchenkonzil in Konstantinopel entsandte, wo er die Bittschriften der Mönche vorstellen sollte.
Während eines verheerenden Pestausbruchs in den Jahren 542/543 (später Justinianische Pest genannt) konnten die vielen Toten in Konstantinopel nicht mehr regulär bestattet werden. In dieser Notsituation beauftragte der Kaiser Theodoros mit einer Reihe von Palastsoldaten, die vielen Toten zu bestatten. Dafür benötigte er große Geldsummen, die ihm teils der Kaiser zur Verfügung stellte, die er laut Prokopios teils aber auch aus eigener Tasche bezahlte. Aufgrund dieser Geschichte wird vermutet, dass Theodoros das Vertrauen des Kaisers in besonderem Maße genoss.